# Stammhaus Gethmann

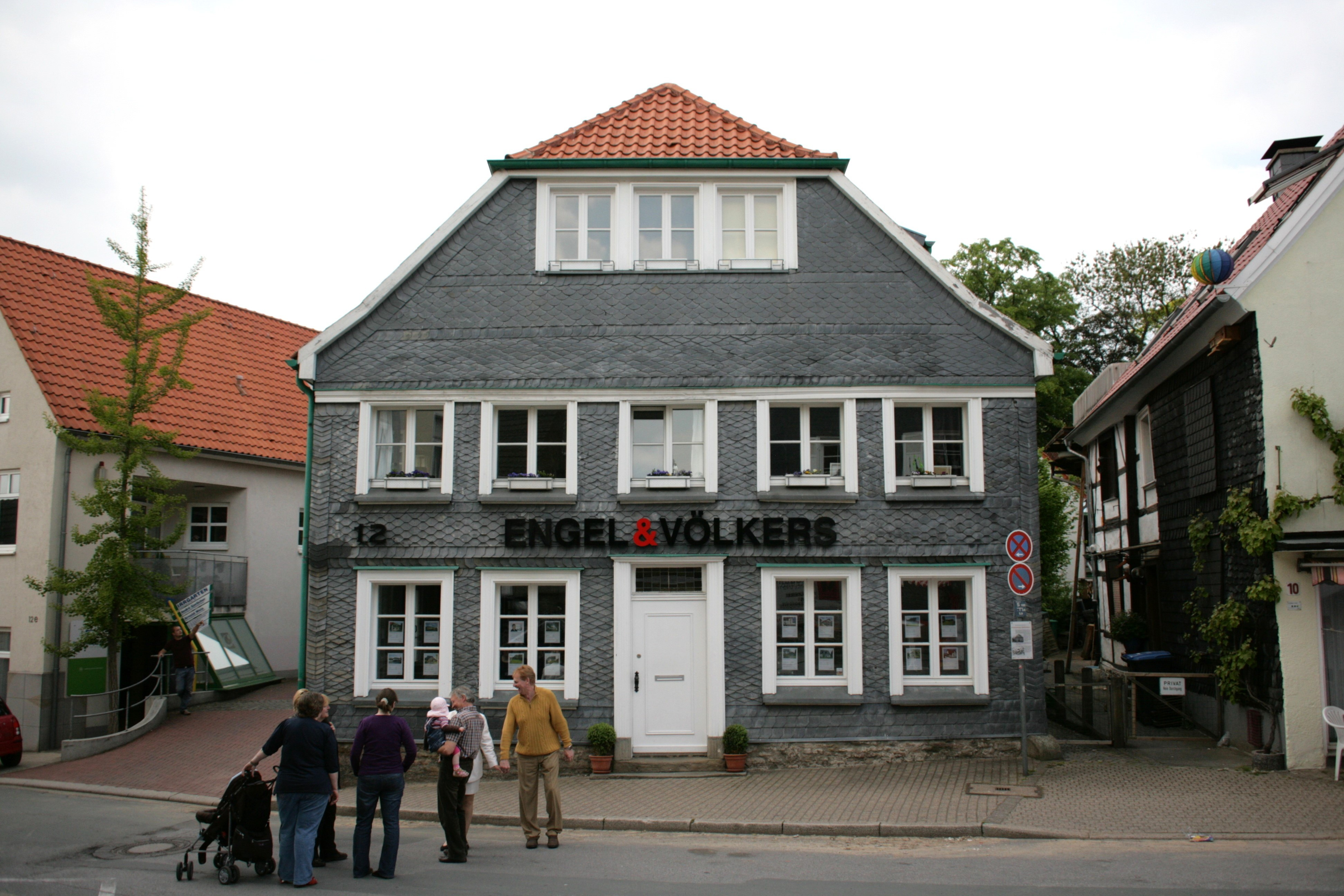

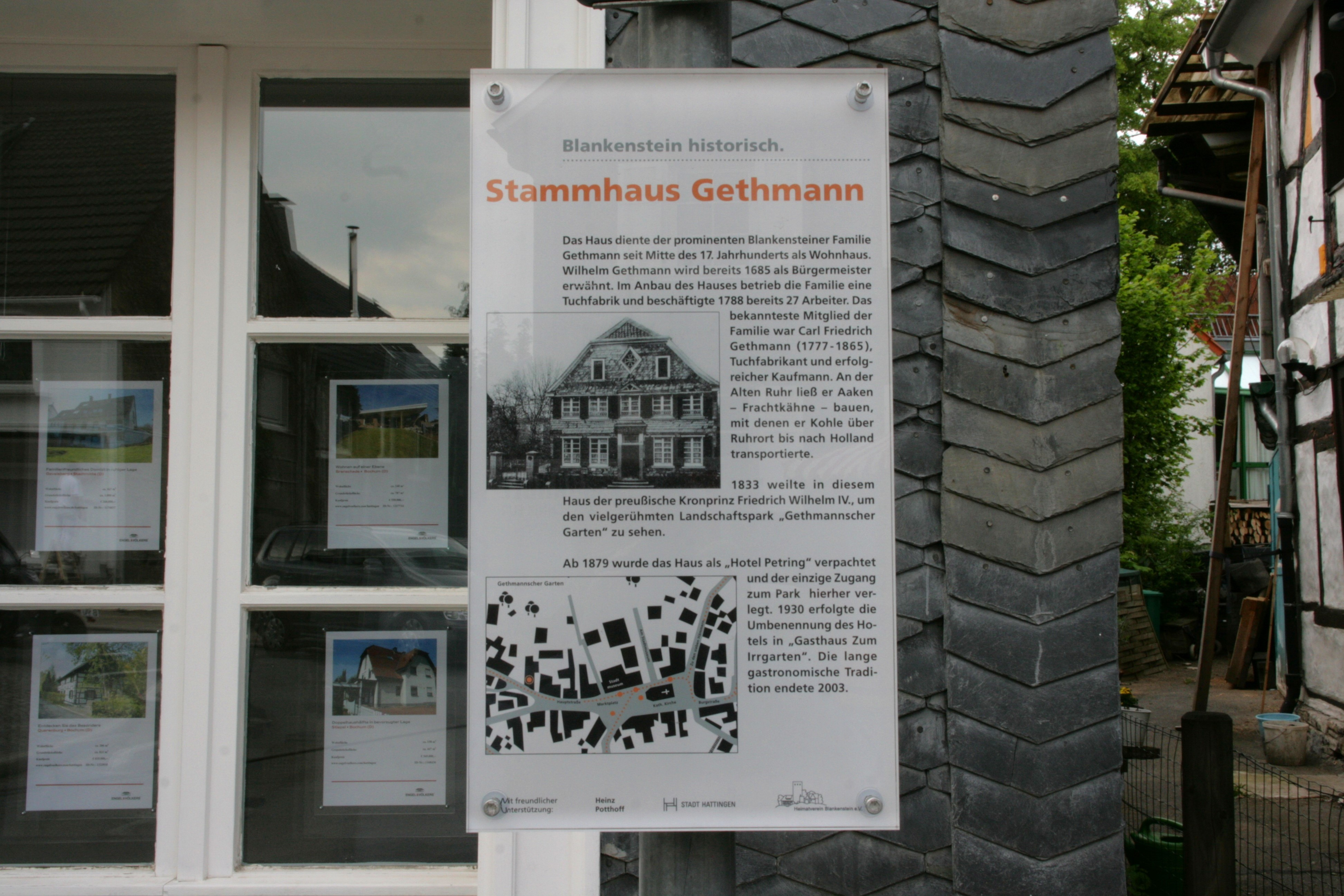

Das Stammhaus Gethmann ist ein Fachwerkhaus an der Hauptstraße 12 im Stadtteil Blankenstein von Hattingen. Es handelt sich um ein zweigeschossiges verschiefertes Fachwerkgebäude. Seit 1730 wohnte hier die Familie Gethmann, die sich Tuchmacher- und später als Unternehmerfamilie einen Namen machten. 
Ab 1879 wurde es verpachtet und als „Hotel Petring“ genutzt. Ab 1930 hieß es Gasthaus „Zum Irrgarten“; der Weg zum Gethmannschen Garten wurde hierhin verlegt. Der gastronomische Betrieb dauerte bis 2003. Seitdem wird es als Wohn- und Geschäftshaus genutzt.